# Tito Quíncio Ata
Tito Quíncio Ata, ou Quintício (em latim: Titus Quinctius Atta ou Quinticius; morto em 77 a.C.) foi um escritor romano de comédias. Assim como Titínio e Afrânio, destacou-se como um escritor do gênero fabula togata, comédias nacionais.

## Obras
Ele tinha a reputação de retratar brilhantemente seus personagens, especialmente as do sexo feminino. Parece também ter publicado uma coleção de epigramas. Os fragmentos escassos contêm muitos arcaísmos, mas são vívidos no estilo. As peças teatrais de Ata foram encenadas enquanto o autor ainda estava vivo.